# Episodi di Tracker (seconda stagione)
La seconda stagione della serie televisiva Tracker, composta da 20 episodi, è trasmessa in prima visione assoluta negli Stati Uniti d'America da CBS dal 13 ottobre 2024.
In lingua italiana, la stagione è stata trasmessa in prima visione a pagamento in Italia da Disney+, dall'11 dicembre 2024 al 16 luglio 2025.
| nº | Titolo originale  | Titolo italiano            | Prima TV USA     | Prima TV Italia  |
| -- | ----------------- | -------------------------- | ---------------- | ---------------- |
| 1  | Out of the Past   | Uscire dal passato         | 13 ottobre 2024  | 11 dicembre 2024 |
| 2  | Ontological Shock | Shock ontologico           | 20 ottobre 2024  | 18 dicembre 2024 |
| 3  | Bloodlines        | Discendenze                | 27 ottobre 2024  | 25 dicembre 2024 |
| 4  | Noble Rot         | Muffa nobile               | 3 novembre 2024  | 1º gennaio 2025  |
| 5  | Preternatural     | Soprannaturale             | 10 novembre 2024 | 8 gennaio 2025   |
| 6  | Trust Fall        | Prova di fiducia           | 17 novembre 2024 | 15 gennaio 2025  |
| 7  | Man's Best Friend | Il miglior amico dell'uomo | 24 novembre 2024 | 22 gennaio 2025  |
| 8  | The Night Movers  | I traslocatori notturni    | 1º dicembre 2024 | 29 gennaio 2025  |
| 9  | The Disciple      | Il discepolo               | 16 febbraio 2025 | 30 aprile 2025   |
| 10 | Nightingale       | L'usignolo                 | 23 febbraio 2025 | 7 maggio 2025    |
| 11 | Shades of Gray    | Sfumature di grigio        | 2 marzo 2025     | 14 maggio 2025   |
| 12 | Monster           | Mostro                     | 9 marzo 2025     | 21 maggio 2025   |
| 13 | Neptune           | Nettuno                    | 16 marzo 2025    | 28 maggio 2025   |
| 14 | Exodus            | Esodo                      | 23 marzo 2025    | 4 giugno 2025    |
| 15 | The Grey Goose    | L'oca grigia               | 30 marzo 2025    | 11 giugno 2025   |
| 16 | The Mercy Seat    | Propiziatorio              | 13 aprile 2025   | 18 giugno 2025   |
| 17 | Memories          | Ricordi                    | 20 aprile 2025   | 25 giugno 2025   |
| 18 | Collision         | Collisione                 | 27 aprile 2025   | 2 luglio 2025    |
| 19 | Rules of the Game | Le regole del gioco        | 4 maggio 2025    | 9 luglio 2025    |
| 20 | Echo Ridge        | Echo Ridge                 | 11 maggio 2025   | 16 luglio 2025   |

## Uscire dal passato
- Titolo originale: Out of the Past
- Diretto da: Ken Olin
- Scritto da: Elwood Reid

### Trama
Colter irrompe in una casa e affronta un uomo che sospetta sia coinvolto nella scomparsa di una ragazza di nome Gina Picket. In seguito indaga sul caso della scomparsa di una famiglia in Arkansas. Il sospetto iniziale era che la famiglia fosse stata rapita perché il marito aveva vinto di recente alla lotteria. In seguito si scopre che la moglie era in WITSEC per aver tradito la famiglia dell'ex marito. Con l'aiuto degli US Marshalls, Colter recupera la famiglia.

## Shock ontologico
- Titolo originale: Ontological Shock
- Diretto da: Aprill Winney
- Scritto da: Sharon Lee Watson & Travis Donnelly

### Trama
Mentre insegue un uomo scomparso nella caccia agli alieni, Colter scompare. Una Reenie preoccupata chiama il fratello di Colter (Russell) per trovarlo. Russell salva Colter e i due si uniscono per trovare l'uomo scomparso. Scoprono che la scomparsa dell'uomo potrebbe essere parte di una copertura governativa. Alla fine, trovano l'uomo e lo riportano a casa da sua figlia dopo che Russell ha un incontro con la persona rapita che indica che anche Colter e il padre di Russell hanno fatto troppe domande.

## Discendenze
- Titolo originale: Bloodlines
- Diretto da: Doug Aarniokoski
- Scritto da: Sharon Lee Watson & Travis Donnelly

### Trama
Colter e la rivale Billie Matalon collaborano per ritrovare una stella del baseball del liceo scomparsa.

## Muffa nobile
- Titolo originale: Noble Rot
- Diretto da: Aprill Winney
- Scritto da: Alex Katsnelson & Amanda Mortlock

### Trama
Reenie convince Colter a gestire un caso che riguarda una donna scomparsa da un centro benessere di alto livello a Napa.

## Soprannaturale
- Titolo originale: Preternatural
- Diretto da:
- Scritto da:

### Trama
Velma propone a Colter questo caso che le sta molto a cuore. Due ragazzi, rimasti orfani, si sono trasferiti in una nuova cittadina. La ragazza adolescente scompare nel bosco e il fratello chiede aiuto a Colter, anche se può offrire poco denaro come ricompensa. Si scopre che la ragazza, con poteri soprannaturali, è stata rapita da una famiglia del luogo, invischiata in traffico di droga, perché vogliano che usi i suoi poteri da guaritrice sul padre morente. Il caso risulta essere personale anche per Colter, in quanto anche sua sorella quando erano ragazzini era solita creare pozioni e lanciare scherzose maledizioni ai fratelli, per infastidirli. Infatti, alla fine della puntata Colter chiama la sorella e le lascia un messaggio in segreteria dicendo che l'ha pensata molto utilmamente.